# Vladislav Tkachiev
Vladislav Tkachiev (nombre como ciudadano francés; en ruso, Владислав Иванович Ткачёв; transliteración al español, Vladislav Ivánovich Tkachov), nacido en Moscú el 9 de noviembre de 1973, es un Gran Maestro Internacional de ajedrez francés, que se destaca en el juego rápido.
Tiene un Elo de 2625, según el ranking de la Federación Internacional de Ajedrez de junio de 2014, siendo el jugador número 174 del mundo.

## Biografía
- En 1982, se fue a vivir a Kazajistán con sus padres y aprendió a jugar al ajedrez con 10 años.

- En 1985, ganó el Campeonato Juvenil de Kazajistán.

- En 1992, representó por primera vez a Kazajistán en las Olimpíadas de ajedrez.

- En 1993, se convirtió en Maestro Internacional.

- En 1995 en Gran Maestro Internacional y en 1996 se estableció en Cannes, desde entonces juega como francés.

- Entre sus mayores logros, cabe destacar:Oakham 1993, Cannes 1996 y 1999, Isle of Man 1996 y Makarska 1997.

- En 1999, ganó en un match a Alberto David 6-2 (+4 =4 -0) y John van der Wiel 7-3 (+5=4-1).

- En 2000, empató en Cannes 4-4 (+2 =4 -2) contra Jeroen Piket.

- En 2005, llegó a las semifinales del Campeonato de la URSS de ajedrez.

- En 2006 se naturaliza francés.

- En abril del 2007, se adjudicó el 8º Campeonato de Europa Individual de ajedrez, celebrado en Dresde (Alemania), tras ganar el desempate contra Emil Sutovsky, por 2-0.

## Campeonatos de Francia
Fue en 2006 ganador del Campeonato de Francia de ajedrez.
El 25 de agosto de 2007, Tkachiev quedó subcampeón de Francia absoluto, tras perder el desempate ante el ganador Maxime Vachier-Lagrave de 17 años. Participaron 12 ajedrecistas, en formato de liga a una vuelta.
En 2009 ganó por segunda vez el Campeonato de Francia.

## Curiosidades
El 4 de septiembre de 2009, en una partida de la tercera ronda del Abierto de Calcuta, cuando se enfrentó contra el indio Kumar Praveen, se durmió y casi se cae de la silla tras presentarse borracho. Nadie quiso despertarle, lo que en la práctica significó para Tkachiev perder por tiempo en el movimiento 11 tras consumir los 90 minutos que el reglamento otorga para toda la partida. Una vez consumido el tiempo, fue despertado por los árbitros de su sueño etílico. La organización, en un gesto de comprensión, decidió no descalificarle y el francés lo agradeció ganando al indio Suri Vaibhav.